# Сунь-цзи
Сунь-цзи (кит. трад. 孫子, спр. 孙子, піньїнь: Sūn Zǐ, акад. Сунь-цзи «Майстер Сунь», справж. ім'я Сунь У, кит. 孫武, пін. Sūn Wǔ; 544—496 до н.е.) — китайський стратег і мислитель. Автор знаменитого трактату про військову стратегію «Мистецтво війни».

## Біографія
Єдиним свідоцтвом того, що Сунь-цзи був історичною фігурою, є його біографія, написана у II-му столітті до нашої ери істориком Симою Цяном, який описує його як генерала князівства У. Цей факт робить його сучасником одного з найвидатніших філософів давніх часів — Конфуція.
Згідно з традицією, Сунь-цзи був безземельним аристократом, нащадком дворян, які втратили свій статус унаслідок військових сутичок VII—VIII століть до н. е. На відміну від більшості безземельного дворянства, представники якого були мандрівними вченими, Сунь-цзи працював найманцем. Приблизно у 512 році до н. е., після закінчення трактату «Мистецтво війни», Сунь-цзи був найнятий на посаду генерала князівства У. За припущенням, його було вбито в 496 році до н. е.

### «Історичні Записи»
Найдавніший і найповніший життєпис Сунь-цзи міститься у багатотомній роботі «Історичні записи», автор — китайський історик Сима Цянь (101—91 до н.е.). Вони вважаються достовірним джерелом з історії Стародавнього Китаю, оскільки їх упорядковував очевидець подій. Проте епоха Сунь-цзи була віддалена від епохи автора «Записів» на 400 років, тому джерела, які використовував історик для життєпису, а саме перекази і легенди, могли не мати фактологічної основи. Крім цього, основний текст «Історичних записів» піддавався редагуванням і коментуванням істориками пізніших часів, що могло спотворити початкову оповідь Сима Цяня про Сунь-цзи. 
| Учитель Сунь [на ім'я] У походив з [ванства] Ци. |  | 孫子武者齋人也。                                                                                       |
| Завдяки [книзі] «Мистецтво війни», його прийняли на аудієнції Хе Лю, вана [ванства] У. |  | 以兵法見於呉王闔廬                                                                                     |
| Хе Лю мовив: «Я повністю прочитав 13 частин твоєї [книги]. Чи можна перевірити твої командирські вміння?» |  | 闔廬曰，子之十三篇，吾盡觀之矣，可以小試勒兵乎                                                         |
| [Учитель Сунь] відповів: «Можна». |  | 對曰，可                                                                                               |
| Хе Лю спитав: «Чи можна перевірити на жінках?». |  | 闔廬曰，可試以婦人乎                                                                                   |
| [Учитель Сунь] сказав: «Можна». |  | 曰，可                                                                                                 |
| Тоді [ван] дав дозвіл і вивів з палацу 180 красунь. |  | 於是許之，出宮中美女，得百八十人                                                                       |
| Учитель Сунь розділив їх на два загони, поставив старшинами кожного загону двох улюблених наложниць вана, і дав усім [алебарди] цзі. |  | 孫子分為二隊，以王之寵姫二人各為隊長，皆令持戟                                                         |
| [Він] спитав: «Чи знаєте ви де груди, ліва і права руки, і спина?» |  | 令之曰，汝知而心與左右手背乎                                                                           |
| Жінки відповіли: «Знаємо». |  | 婦人曰，知之                                                                                           |
| Учитель Сунь мовив: «[Коли скомандую] вперед — дивіться [в бік] грудей, [коли] ліворуч — дивіться [в бік] лівої руки, [коли] праворуч — дивіться [в бік] правої руки, [коли] назад — дивіться [в бік] спини». |  | 孫子曰，前，則視心，左，視左手，右，視右手，後，即視背                                                 |
| Жінки відповіли: «Добре». |  | 婦人曰，諾                                                                                             |
| Домовившись так, [Учитель Сунь] узяв залізну командирську сокиру, три [рази] віддав наказ і п'ять [разів] пояснив його. |  | 約束既布，乃設鈇鉞，即三令五申之                                                                       |
| Тоді [він] вдарив у барабан і скомандував: «Праворуч!». Жінки зареготали. |  | 於是鼓之右，婦人大笑                                                                                   |
| Учитель Сунь сказав: «[Якщо] домовленості не зрозумілі, а накази не чіткі — [це] провина полководця». |  | 孫子曰，約束不明，申令不熟，將之罪也                                                                   |
| [Він] знову три [рази] віддав наказ і п'ять [разів] пояснив його, [а потім] вдарив у барабан і скомандував: «Ліворуч!». Жінки зареготали знову. |  | 復三令五申而鼓之左，婦人復大笑                                                                         |
| Учитель Сунь сказав: «[Якщо] домовленості не зрозумілі, а накази не чіткі — [це] провина полководця. Проте [якщо] вони зрозумілі, але не [виконуються] згідно з законами [війни], — [це] провина офіцерів». |  | 孫子曰，約束不明，申令不熟，將之罪也。既已明而不如法者，吏士之罪也                                     |
| Тому [він] забажав стратити правого і лівого старшину. |  | 乃欲斬左右隊長                                                                                         |
| Ван [ванства] У споглядав з всім з постаменту і, коли побачив, що його улюблених наложниць [ведуть] на страту, сильно захвилювався, і послав гінця, мовлячи: «[Тепер] я вже знаю, що [ти] гарний полководець і добре вправляєшся з військом. Без цих двох наложниць моя їжа буде мені несмачною, тому прошу, не страчуй їх». |  | 呉王從臺上觀，見且斬愛姫，大駭，趣使使下令曰，寡人已知將軍能用兵矣。寡人非此二姫，食不甘味，願勿斬也。 |
| Учитель Сунь відповів: «[Я, ваш] слуга, вже отримав [ваш] наказ про призначення полководцем, а полководець, що перебуває у війську, не приймає наказів від монарха». |  | 孫子曰，臣既已受命為將，將在軍，君命有所不受                                                           |
| Після цього [він] стратив обох старшин для напучування. |  | 遂斬隊長二人以徇                                                                                       |
| [Учитель Сунь] призначив наступних старшин і тоді знову вдарив у барабан. |  | 用其次為隊長，於是復鼓之                                                                               |
| Жінки [поверталися] ліворуч, праворуч, вперед і назад, клякали на коліна і вставали. Вони всі виконували команди відповідно до наказів і [ніхто] не осмілився вимовити і слова. |  | 婦人左右前後跪起，皆中規矩繩墨，無敢出聲                                                               |
| Тоді Вчитель Сунь відправив гінця вану, мовивши: «Війська вже упорядковані, і ви можете спуститися і подивитися на них. Якщо ви лише забажаєте, вони підуть і у воду, і у вогонь». |  | 於是孫子使使報王曰，兵既整齊，王可試下觀之，唯王所欲用之，雖赴水火猶可也                               |
| Ван [ванства] У відповів: «Полководець нехай іде на постій і спочиває. Я не бажаю спускатися і дивитися на них». |  | 呉王曰，將軍罷休就舍，寡人不願下觀                                                                     |
| Учитель Сунь сказав: «Ван любить [лише] розмови [про війну] і не вміє вигідно користуватися нею». |  | 孫子曰，王徒好其言，不能用其實                                                                         |
| Тоді Хе Лю зрозумів, що вчитель Сунь вміє використвувати війська і одразу зробив його [своїм] полководцем. |  | 於是闔廬知孫子能用兵，卒以為將                                                                         |
| [Учитель Сунь] розбив на заході могутнє [ванство] У і вступив у [його столицю] Ін, а на півночі залякав Ці та Цзінь. Завдяки цьому його ім'я стало відомим серед [китайських] правителів. |  | 西破彊楚，入郢，北威齊晉，顯名諸侯，孫子與有力焉                                                       |

## Переклади українською
- Сунь-Цзи. Мистецтво Війни. Переклад: Григорій Латник. — Київ : Арій, 2014. — 128 с. — (Антологія мудрості) — 1,000 прим. — ISBN 978-966-498-361-4.
- Сунь-цзи. Мистецтво Війни. Переклад: Сергій Лесняк; дизайн обкладинки: Назар Гайдучик. — Львів : Видавництво Старого Лева, 2015. — 108 с. — 2,000 прим. — ISBN 978-617-679-145-4.
- Сунь-Цзи. Мистецтво Війни. Переклад: Ганна Литвиненко. — Харків : КСД, 2016. — 128 с. — 10,000 прим. — ISBN 978-617-12-1514-6.